# Nördtjärnen (Norsjö socken, Västerbotten, 720692-166035)
Nördtjärnen är en sjö i Norsjö kommun i Västerbotten och ingår i Skellefteälvens huvudavrinningsområde.